# 加利西亚议会
加利西亚议会是西班牙加利西亚自治区的立法机关，成立于1981年，设于圣地亚哥-德孔波斯特拉。议会实行一院制。议会有75名议员，由直接选举产生。每届议会任期4年。现任议会主席是Miguel Ángel Santalices Vieira，副主席是Diego Calvo，第二副主席是Montse Prado，书记是Corina Porro，副书记是Marina Ortega。